# کایسو فابیوس
کایسو فابیوس ویبولانوس (به لاتین: Caeso Fabius Vibulanus) یک سردار و دولتمرد اهل جمهوری روم بود که در سال‌های ۴۸۴ و ۴۸۱ و ۴۷۹ ق.م. به کنسولی برگزیده شد و در ۴۸۵ ق.م. به‌عنوان کوایستور خدمت کرد و در این سِمت از عاملان محاکمه و اعدام اسپوریوس کاسیوس بود. او همچنین به سنای روم پیشنهاد داد خاندان خودش، فابیان، به‌تنهایی عازم جنگی چریکی با وینت‌ها شود؛ این جنگ در نهایت به شکست فابیان در نبرد کرمرا و نابودی تمام ۳۰۶ سربازش انجامید.

## زندگی

### خاندان فابیان
برای هفت سال متوالی (از ۴۸۵ تا ۴۷۹ ق. م) یکی از دو کنسولِ هر سال یکی از سه برادر به‌نام‌های کوئینتوس و کایسو و مارکوس فابیوس، همگی از خاندان فابیان، بودند. به‌گفتهٔ گری فورسیث، این هفت کنسولی متوالیِ سه برادر یک استثناء در تقویم‌نامهٔ کنسولی جمهوری است.

### نخستین کنسولی (۴۸۴ ق. م)
در سال ۴۸۵ ق. م، کوئینتوس فابیوس به‌همراه سرویوس کرنلیوس به کنسولی رسید و در این سال رومیان بر اکوئیان و ولسکیان غلبه یافتند لیکن کوئینتوس پول حاصل از فروش غنایم جنگی را به خزانهٔ دولتی ریخت، به‌جای آنکه میان توده‌ها و سربازان تقسیمش کند. این کار خشم توده‌ها را از خاندان فابیان برانگیخت، لیکن سنا، بی‌توجه به خواست توده‌ها، برای سال بعد کایسو فابیوس را به‌همراه لوکیوس امیلیوس به کنسولی برگزید. این کار خشم توده‌ها را بیشتر کرد و در بیرون دولت‌شهر نیز ولسکیان و اکوئیان از فرصت ناآرامی‌های داخلی روم استفاده کردند و بر این دولت‌شهر تاختند، اما توده‌ها متحد شدند و تحت‌رهبری کنسول امیلیوس شکستشان دادند.

### دومین کنسولی (۴۸۱ ق. م)
در سال ۴۸۱ ق. م، او به‌همراه اسپوریوس فوریوس برای دومین بار به کنسولی برگزیده شد. در این سال، اکوئیان و وینت‌ها با روم در جنگ شدند. پس فوریوس با سپاهی برضد وینت‌ها و کایسو با سپاهی دیگر برضد اکوئیان راهی شد. کایسو تنها با کاربست سواره‌نظامش توانست دشمن را هزیمت کند، لیکن پیادگانش ــ هم به‌سبب نفرت از اشرافیان، که نیروی اصلی سواره‌نظام بودند، هم به‌سبب نفرت از خود کایسو ــ از دستور وی مبنی‌بر تعقیب دشمن تمرد ورزیدند و به اردوگاه بازگشتند. به‌هر روی، کایسو و سپاهش پیروزمند به روم بازگشتند.

### سومین کنسولی (۴۷۹ ق. م)
در سال ۴۷۹ ق. م، کایسو به‌همراه تیتوس ورگینیوس به کنسولی گزینش شدند. او در این سال به سنا پیشنهاد کرد که، برای ایجاد مصالحهٔ اجتماعی میان اشراف و توده‌ها، بهتر است سنا زمین‌های غنیمت‌گرفته از دشمن را میان خلایق تقسیم کند ــ پیش از اینکه یک تریبون مردمی دیگر ظهور کند و مایهٔ دردسر شود. لیکن سناتورها پیشنهاد وی را رد کردند. در همین سال، اکوئیان ــ همسایگان جنوبی ــ بر اراضی لاتینان، متحدان اصلی جمهوری روم، تاختند؛ پس سنا کایسو را با سپاهی روانه جنوب کرد. لیکن جنگی روی نداد، چه اکوئیان به بارو و حصارهایشان پناه بردند و از تاخت‌وتاز بر اراضی لاتینان دست برداشتند. سپس کایسو را خبر شد که وینت‌ها ــ همسایگان شمالی ــ با سپاه همکارش، تیتوس ورگینیوس، در جنگند. پس سپاهش را روانهٔ شمال کرد تا همکارش را نجات دهد. پس چون سپاه را نجات داد، از آن تاریخ به‌بعد وینت‌ها به‌جای جنگ مستقیم با روم تاکتیک شبیخون‌زنی و غارت اراضی را برگزیدند، یعنی در برابر لژیونهای رومی به شهر خود عقب می‌نشستند و چون می‌دیدند رومیان لژیونشان را جمع کرده‌اند، بر اراضی‌شان حمله می‌بردند. در این سال، کل خاندان فابیان، به سرکردگی کایسو، در مجلس سنا حضور یافت و پیشنهاد کرد که این خاندان به‌تنهایی تمام مسئولیت و هزینهٔ جنگی جدید و فرسایشی با دولت‌شهر ویئی را متقبل شود، چنان‌که تیتوس لیویوس در کتابش، از پیدایش روم، می‌نویسد:
Tum Fabia gens senatum adiit. Consul pro gente loquitur: "Adsiduo magis quam magno praesidio, ut scitis, patres conscripti, bellum veiens eget. Vos alia bella curate. Fabios hostes veientibus date. Auctores sumus tutam ibi maiestatem romani nominis fore. Nostrum id nobis velut familiare bellum privato sumptu gerere in animo est; res publica et milite illic et pecunia vacet". Gratiae ingentes actae
«سپس خاندان فابیان در سنا حضور یافت. کنسول (=کایسو فابیوس) به‌نیابت از خاندانش سخن راند: ‘ای سناتورها، همان‌گونه که مستحضرید، جنگ با وینت‌ها نیازمند نیروهاییست که بیشتر دائمی باشد تا پرشمار. شما بقیه‌ی جنگ‌ها را پی‌بگیرید و این دشمن وینتی را به ما فابیان بسپارید؛ ما سوگند می‌خوریم از عظمت و غرور نام روم در آنجا دفاع کنیم، چه برآنیم که به هزینه‌ی شخصی خودمان جنگ با وینت‌ها را ــ چونان موضوعی خانوادگی ــ پی‌بگیریم. جمهوری از صرف سرباز و هزینه در آنجا معاف است.‘ این سخنان با سپاس‌گزاریِ بسیارِ سناتورها همراه شد.»— تیتوس لیویوس، از پیدایش روم، جلد دوم، گفتار ۴۸
بنابراین، روز بعد ۳۰۶ تن آماده شدند که تماماً از اشراف و آن هم خاندان فابیان بودند. ایشان در میان شور و غوغای توده‌های شهر ازپسِ فرماندهشان، کایسو فابیوس، از طریق دربِ راستیِ دروازه کارمنتا از شهر خارج شدند و بعد که به رود کرمرا رسیدند، آنجا را موضعی مناسب تشخیص دادند و همان‌جا لشکرگاهشان را برپا کردند. ایشان تا چند مدت نه‌تنها از اردوگاه خویش دفاع می‌کردند، بلکه بر اراضی وینت‌ها شبیخون هم می‌زدند و بارها دشمن را می‌آزردند.

### نبرد کرمرا (۴۷۷ ق. م)
سرانجام، حملات ایذایی و پیروزمندانهٔ فابیان تا آنجا رسید که وینت‌ها این خفت را تاب نیاوردند و بر آن شدند فابیان را دامی بنهند و به خدعه‌ای بگیرندشان و بکشند. پس گله و احشامشان را به‌هرسوی رها کردند و کشاورزان را فرمودند مزارعشان را خلوت کنند و قوای انتظامیی که مسئول مقابله با دستبرد رومیان بودند تظاهر به ترسیدن کردند و گریختند. نتیجه این شد که باد به دماغ فابیان افتاد و ایشان دشمنشان را خوار داشتند و با دیدن یک گله در فاصلهٔ دور بی‌محابا بر آن تاختند. ناگهان، وینت‌ها از کمینگاهشان بیرون جَستند و ایشان را در محاصره گرفتند و هرلحظه حلقهٔ محاصره را تنگ‌تر کردند. فابیان تمام قوایشان را روی یک نقطه متمرکز کردند و خود را به‌شکل گَوه درآوردند و با تمام توان زور زدند و محاصره را شکستند و به تپه‌ای کم‌شیب پناه بردند. آنجا، با استفاده از برتری موضعی‌شان دشمن را، که از کوه بالا می‌آمد، عقب می‌زدند و چیزی به پیروزی‌شان نمانده بود که گروهی از وینت‌ها توانست از مسیر پشتی به قلهٔ تپه برسد و در موضعی برابر با فابیان قرار گیرد. نتیجه این شد که تمامی ۳۰۶ تن فابیان قتل‌عام شدند و تنها یک تن از ایشان باقی‌ماند که در روم مانده بود. اگر این روایت صحیح باشد، کایسو باید در این نبرد کشته شده باشد.